# Commission militaire centrale du Parti du travail de Corée
Pour les articles homonymes, voir Commission militaire centrale.
La Commission militaire centrale du Parti du travail de Corée (CMC) (en coréen : 조선로동당 중앙군사위원회), est un organe du Comité central du Parti du travail de Corée (PTC), cette commission est responsable de la coordination des organisations du parti au sein de l'Armée populaire de Corée (APC).
L'une de ses principales fonctions est d'autoriser les dépenses en armement, défense, commande de produits et de déterminer comment les ressources naturelles et les produits des unités de productions contrôlées par l'APC sont affectés et distribués à l'étranger.
Selon la charte du PTC, la commission dirige les activités du PTC au sein de l'Armée et la commission est dirigée par le président du parti (ou secrétaire général ou premier secrétaire selon les époques).
La commission s'appuie sur un certain nombre d'organisations pour accomplir les missions de son mandat, notamment le département politique général de l'Armée, le département militaire du PTC et le département de l'Industrie militaire du PTC. La commission utilise également le département des Affaires militaires du PTC pour transmettre des directives de formations militaires de réserve de la Corée du Nord.

## Histoire
La Commission militaire centrale du Parti des travailleurs de Corée a été créée lors de la 5e réunion plénière du 4e Comité central du Parti des travailleurs de Corée, tenue du 10 au 14 décembre 1962,. À sa création, il s'agissait d'un comité subordonné au Comité central du PTC sous le nom complet de Comité militaire du Comité central du Parti des travailleurs de Corée.
Le comité a été organisé dans sa forme actuelle lors de la 6e réunion plénière du 6e comité central du PTC tenue les 29 et 31 août 1982. Un amendement à la charte du PTC en 1982 aurait rendu le CMC égal au Comité central, lui permettant (entre autres) d'élire le chef du PTC.
La dernière annonce publique du CMC a eu lieu lors de la 21e session plénière du 6e Comité central en décembre 1993. À la 3e Conférence, sept de ses dix-neuf membres de 1993 étaient restés; les douze autres sont morts, ont pris leur retraite ou ont été purgés. Le CMC a été renouvelé à la 3e Conférence, avec Kim Jong-un et Ri Yong-ho qui ont été élus vice-présidents.
Le CMC a permis à Kim Jong-un de développer un réseau de cooptation (en anglais patronage network). Les nouveaux membres était composé du vice-maréchal Kim Yong-chun (ministre des Forces armées populaires), du général Kim Myong-ruk (chef du bureau des opérations de l'état-major), du général Yi Pyong-chol (commandant de l'armée de l'air populaire coréenne), de l'amiral Chong Myong-do (commandant de la marine populaire coréenne), du lieutenant-général Kim Yong-chol, du colonel-général Choe Kyong-song (chefs des forces spéciales de l'APC) du général Choe Pu-il et du colonel-général Choe Sang-ryo (membrs de l'État-major).
Des civils, comme Jang Song-taek (chef du Département administratif), avaient également des sièges à la commission. Lors de la 4e Conférence, Choe Ryong-hae a été nommé vice-président du CMC; Le vice-maréchal Hyon Chol-hae, le général Ri Myong-su et Kim Rak-gyom ont été élus à la commission.

## Organisation
La Commission militaire centrale du Parti des travailleurs de Corée est dirigée par le président du Parti des travailleurs de Corée en tant que président et comprend un certain nombre de membres.
Lors de la 3e Conférence du PTC en septembre 2010 le poste de vice-président a été créé. Il a ensuite été aboli lors du 7e congrès du PTC en mai 2016.

## Membres
1. Vice Wonsu (en) Hwang Pyong-so
2. Premier  ministre de la RPDC Kim Jae-ryong
3. Général de l'armée Pak Yong-sik, ministre des Forces armées populaires
4. Vice Wonsu (en) Ri Myong-su
5. Général Kim Yong-chol, directeur, NDC Reconnaissance General Bureau, service de renseignement de Corée du Nord
6. Ri Man-gon, directeur du Département de l'industrie et de la construction mécanique du Parti des travailleurs de Corée
7. Général Kim Won-hong, ministre de la Sécurité d'État
8. Général Choe Pu-il, ministre de la Sécurité populaire
9. Général Kim Kyong-ok, premier secrétaire adjoint,  Département de l'organisation et de l'orientation du PTC
10. Général Ri Yong-gil, chef du département d'état-major général de l'APC
11. Colonel Général So Hong-chang, vice-ministre des Forces armées populaires
12. Pak Pong-ju, ancien Premier ministre de la RPDC

#### Articles de journaux
- Haggard, Stephen, Herman, Luke et Ryu, Jaesung, « Political Change in North Korea: Mapping the Succession », University of California Press, vol. 54, no 4,‎ july–august 2014, p. 773–780 (DOI 10.1525/as.2014.54.4.773, JSTOR 10.1525/as.2014.54.4.773)
- Nam-Sik Kim, « North Korea's Power Structure and Foreign Relations: an Analysis of the Sixth Congress of the KWP », Institute for National Security Strategy, vol. 2, no 1,‎ spring–summer 1982, p. 125–151 (JSTOR 23253510)

#### Livres
- Buzo, Adrian, The Guerilla Dynasty: Politics and Leadership in North Korea, I.B. Tauris, 1999 (ISBN 1860644147)
- Gause, Ken E., North Korea Under Kim Chong-il: Power, Politics, and Prospects for Change, ABC-CLIO, 2011 (ISBN 0313381755)
- Ken Gause, North Korea in Transition: Politics, Economy, and Society, Rowman & Littlefield, 2013, 19–46 p. (ISBN 1442218126), « The Role and Influence of the Party Apparatus »
- Kim, Samuel, Informal Politics in East Asia, Cambridge University Press, 2000 (ISBN 0521645387, lire en ligne ), « North Korean Informal Politics »
- Lankov, Andrei, Crisis in North Korea: The Failure of De-Stalinization, 1956, University of Hawaii Press, 2007 (ISBN 0824832078)
- Suh, Dae-sook, Kim Il Sung: The North Korean Leader, Columbia University Press, 1988 (ISBN 0231065736, lire en ligne )
- Understanding North Korea, Ministère de l'Unification, 2014 (1re éd. 2012) (lire en ligne)